# Дубрава-Крижовлянська
Дубрава-Крижовлянська (хорв. Dubrava Križovljanska) — населений пункт у Хорватії, у Вараждинській жупанії у складі громади Цестиця.

## Населення
Населення за даними перепису 2011 року становило 267 осіб.
Динаміка чисельності населення поселення:

## Клімат
Середня річна температура становить 9,86 °C, середня максимальна – 23,87 °C, а середня мінімальна – -6,42 °C. Середня річна кількість опадів – 950 мм.
| Клімат поселення                              | Клімат поселення | Клімат поселення | Клімат поселення | Клімат поселення | Клімат поселення | Клімат поселення | Клімат поселення | Клімат поселення | Клімат поселення | Клімат поселення | Клімат поселення | Клімат поселення | Клімат поселення |
| Показник                                      | Січ.             | Лют.             | Бер.             | Квіт.            | Трав.            | Черв.            | Лип.             | Серп.            | Вер.             | Жовт.            | Лист.            | Груд.            |                  |
| Середній максимум, °C                         | 5,26             | 7,14             | 11,54            | 15,88            | 20,82            | 23,87            | 23,59            | 23,04            | 19,04            | 13,90            | 8,32             | 4,40             |                  |
| Середня температура, °C                       | −0,59            | 1,29             | 5,69             | 10,06            | 14,99            | 18,06            | 19,67            | 19,13            | 15,12            | 9,99             | 4,39             | 0,50             |                  |
| Середній мінімум, °C                          | −6,42            | −4,53            | −0,12            | 4,20             | 9,18             | 12,22            | 15,77            | 15,20            | 11,20            | 6,08             | 0,50             | −3,43            |                  |
| Норма опадів, мм                              | 42               | 47               | 64               | 74               | 82               | 110              | 104              | 97               | 88               | 89               | 88               | 65               |                  |
| Середньомісячна швидкість вітру, м/с          | 1.70             | 1.91             | 2.30             | 2.39             | 2.20             | 2.00             | 1.90             | 1.70             | 1.70             | 1.72             | 1.80             | 1.80             |                  |
| Середньомісячна сонячна радіація, кДж/м²·день | 4027             | 6778             | 10511            | 14767            | 18877            | 20580            | 21191            | 18479            | 13645            | 8547             | 4484             | 3194             |                  |
| --------------------------------------------- | ---------------- | ---------------- | ---------------- | ---------------- | ---------------- | ---------------- | ---------------- | ---------------- | ---------------- | ---------------- | ---------------- | ---------------- | ---------------- |
| Джерело:                                      |                  |                  |                  |                  |                  |                  |                  |                  |                  |                  |                  |                  |                  |